# 북위 도무제
위 태조 도무황제 탁발규(魏 太祖 道武皇帝 拓跋珪, 371년 8월 4일(음력 7월 7일) ~ 409년 11월 6일(음력 10월 13일))는 중국 오호 십육국 시대 북위의 제1대 황제(재위 : 386년 ~ 409년)이다. 원래 묘호는 열조(烈祖), 원래 시호는 선무황제(宣武皇帝)였다. 할아버지는 탁발십익건(拓跋什翼犍)이며, 아버지는 탁발식(拓跋寔)이다.

## 생애

### 생애 초기
탁발규는 371년에 태어났다. 그의 아버지는 대나라 왕 탁발십익건의 아들, 탁발식이며, 어머니는 하란부 출신인 하씨 부인이다.
탁발규가 태어나기 몇 달 전 대나라의 반란에서 아버지 탁발식이 전사했다. 몇달 후, 하씨 부인은 탁발규를 낳았다. 이때 탁발십익건은 하란부 세력과의 관계가 약화 되는 것을 꺼려 임신 중인 며느리를 자신의 아내로 삼았다. 그 후 십익건과 하씨 부인은 아들 셋을 더 낳았는데, 그들이 탁발의(拓跋儀), 탁발렬(拓跋烈), 탁발고(拓跋觚)이다.
376년 10월, 전진의 철기부대가 대나라를 쳐들어와 탁발십익건과 하씨부인, 탁발규 등의 왕족은 터전을 떠났다. 그 와중에 십익건의 아들 탁발식군(拓跋寔君)이 반란을 일으켜 형제들을 죽였다. 그래서 하씨는 십익건을 사로잡고, 탁발규가 아버지를 포박하여 항복을 한다는 조건으로 전진의 군대에 투항했다.
전진의 군대는 빠르게 식군의 난을 평정하고, 십익건과 귀족들을 장안으로 보냈다. 당시 전진의 왕은 부견(苻堅)은 도량이 커 적국의 귀족을 극진히 대접하였는데, 그때문에 부견은 후일 모용부(慕容部)에게 배신을 당한다.
부견은 십익건을 장안의 태학에 보내 교육을 시켰으나, 그의 명은 길지 못했다. 이에 부견은 크게 아쉬워 했다.
하지만 탁발식군과 탁발규는 달랐다. 탁발식군은 형제를 죽이고 난을 일으킨 죄로 거열형에 처했다. 그리고 탁발규와 하씨 부인에게는 아버지를 묶고 투항한 죄를 물어 촉땅으로 유배를 보냈다.

### 비수 대전
378년 4월, 부견은 부비(符丕)에게 17만을 주고 동진의 양양을 공격케했다. 그리고 379년 2월, 양양자사 주서가 항복해왔다. 부견은 크게 기뻐했고, 전진의 군사는 이어 동진의 광릉을 압박했으나 패배했다. 부견은 노하여 대대적인 병력으로 동진을 치자고 했으나, 모든 관료들이 반대했고, 그가 믿는 동생 부융도 반대했으나, 오직 모용부의 모용수만이 찬성했다. 부견은 이에 힘을 입어 그의 뜻대로 남정을 감행했다.
하지만 부견은 적 동진을 너무 얕잡아 보았고, 383년 비수대전에서 전진의 군대는 사안(謝安)이 이끄는 군대에게 패했다.
하씨와 탁발규 모자는 이 틈을 타 장안에 기거하는 전연의 귀족 모용수와 함께 북방의 중산으로 가 고향 땅을 밟을 준비를 했다.모자는 독고부에 도착했지만, 얼마 후 내란이 일어나 유현이 우두머리가 되었다. 유현은 그 지방의 맹주가 될 야망을 가지고 있었으므로 탁발규 형제는 그에게 정치적으로 위협이 되었다. 그래서 유현은 이들을 죽이려 하였으나, 탁발규의 고모는 유현의 제수였다. 그녀는 이 소식을 하씨에게 알렸고, 하씨는 유현에게 술을 먹여 취하게 하고, 형제를 하란부로 도주시켰다. 그 사실을 안 유현은 하씨를 죽이려 했으나, 그의 동생 집안 식구가 말려 하씨는 죽음을 면하고, 후일 하란부로 도망했다.

### 건국
탁발규가 하란부에 도착하자 과거의 부족 수령들이 투항해오니, 386년 정월에 선비 연맹이 재수립되고, 탁발규를 대왕으로 추대했다. 하여 탁발규는 국호를 위(북위)로 바꾸고 연호를 등국이라 하고, 도읍을 성락에 정했다. 유현은 이에 분개하고 탁발규의 숙부인 굴돌을 이용했다. 이에 탁발규의 즉위는 합법성을 의심받았다.
하씨의 도움으로 탁발규는 독고부 군대의 공격을 피해 백성을 데리고 하란부로 이주하고 후연에 지원을 요청했다. 후연은 모용수가 세운 나라였다. 굴돌이 의지하는 세력은 모용수에 적대적인 서연이었다. 하여 모용수는 망설임 없이 탁발규를 도와 굴돌을 무찔렀다. 그로인해 자연스럽게 유현의 세력도 약해졌다. 독고부에서 내란이 일어나자, 이 틈을 타서 탁발규와 모용수는 연합해 독고부를 쳤고, 대승을 거두었다.

### 참합피의 결전과 후연의 멸망
탁발규의 위나라가 강성해지는 것엔 후연의 도움이 큰 역할을 했다. 하지만 시간이 흐르면서 두 나라의 관계가 틀어졌다. 등국 6년, 모용수는 중산에 사신으로 간 탁발규의 아우 탁발고를 억류하고, 전쟁에 쓸 말을 내놓으라 협박했다. 하지만 탁발규는 이미 형이 죽으면 동생이 그 자리를 물려받는 유목민족의 제도를 폐지하고, 부자세습 제도를 도입할 작정이었으므로, 이를 거절했다. 탁발고는 후연에서 살해당했고, 이때부터 후연과 북위도 적대 관계로 변했다. 탁발규는 모용수와 적이 되면서 서연의 모용영과 우호관계를 맺었다.
등국 10년인 395년, 후연과 북위는 전쟁에 돌입했다. 모용수는 태자 모용보를 총사령관으로 보내 북위를 멸망시키려 들었다. 그러나 모용보는 전쟁에 소질이 없는 위인이었다. 탁발규는 강변에 많은 방어 진지를 구축하고, 병사들에게 방비를 당부하면서, 대군을 파견해 모용보와 중산의 연락을 두절시켰다.
탁발규는 서신을 위조해 70세의 모용수가 죽었다고 보냈다. 모용보는 이를 믿었고, 황제의 위를 뺏길 것을 염려한 모용보는 서들러 회군했다. 탁발규는 이를 놓치지 않고 정예군 2만을 지휘해 신속하게 강을 건넜다. 밤낮을 가리지 않고 길을 재촉하자, 오늘날 산시 다퉁 부근의 참합파까지 추격했다. 후연의 군대는 이곳에서 쉬고 있었는데, 탁발규가 기습하자 대혼란이 일었다. 그 통에 수만명이 죽었고, 수만명이 투항했으며 태자 모용보는 몇천의 군대와 함께 달아났다. 이때 탁발규는 돌이킬 수 없는 실수를 저질렀는데, 그가 투항한 후연군들을 한명도 남김없이 죽여버린 것이다.
모용보가 중산에 도착해보니 세상을 떠났다던 아버지가 멀쩡하게 살아있었다. 그는 그제서야 속은 것을 알고 후회를 했지만 늦었다. 그는 모용수에게 실수를 만회하겠다 하였으나, 아버지는 아들의 실수를 용납하지 않았다. 그리하여 자신이 직접 군대를 정비해 이듬해인 396년 3월 출정했다. 후연군들은 몰래 행군하여 순식간에 평성에 도착했다. 탁발규는 이때 순시 중이었으므로 후연군들은 방비가 허술한 평성을 쉽게 얻었다. 승리를 들은 모용수는 직접 평성으로 향했다. 하지만 평성으로 가던 도중에 참합파를 지나게 되었는데, 아군 병사들이 죽어 시체가 산을 이룬 참혹한 광경을 목격해야만 했다. 병사들은 울부짖었고, 대성통곡을 하니 그 소리가 천지를 진동했다. 이미 70세의 나이가 있고 중병에 걸린 모용수는 충격을 이기지 못하고 피를 토하며 쓰러졌다. 그의 병이 위중해지자 병사들은 평성으로 향하지 못하고 중산으로 말머리를 돌렸다. 행렬리 상곡에 이르렀을 때, 모용수는 그만 세상을 떠나고, 태자 모용보가 제위를 물려받았으니, 그가 혜민제이다.
모용수가 죽었다는 소식을 들은 탁발규는 두려워 않고 40만 대군을 풀어 전진했다. 위나라의 군대는 순조롭게 진격하여 상곡, 병주, 상산등을 함락하고, 황하 이북의 후연 영토 중 중산, 업, 신 이 세 도성만 남겨둔 채로 모두 위나라의 영토가 되었다.
탁발규는 군대를 셋으로 나누어 도성들을 공격했다. 하지만 예상 밖으로 위나라의 군사들의 피해만 늘어났다. 이 까닭은 탁발규가 항복한 포로들을 모조리 죽였다는 것을 알기 때문이었다. 이를 알기 때문에 후연 사람들은 남녀노소를 가리지 않고 기를 쓰고 성을 사수했다. 이에 탁발규는 크게 후회했다. 하여 탁발규는 포로를 모조리 죽이자 한 장수를 파면하고 투항한 사람들을 우대했다. 이러한 노력은 결실을 맺어 397년 정월, 탁발규는 신 땅을 공략해 승리를 거두었다.

### 황제 등극
398년, 탁발규는 황제에 즉위하고 수도를 평성으로 정함으로써 북위를 연 개국황제가 되었다. 그는 지식인을 널리 받아들여 재주를 발휘할 기회를 주었다. 제도와 예의범절을 정비하고, 궁전과 종묘를 짓고 통일된 도량형을 규정하고, 관직의 품급과 각종 의식에 쓰이는 음악을 제정하고 법령과 각종 금령을 명시했다. 행정 구역과 군사 제도도 확실히 하여 나라를 질서 정연하게 정비해나갔다.
탁발규는 각 지역 상황에 따라 대단히 상세한 조세와 부역 제도를 제정하여 과거의 씨족 구성원들을 안정된 생활을 하는 농민으로 변모시켰다. 북위의 경제도 이를 계기로 크게 발전하여 국가의 재정 상태도 풍족해졌다.

### 학정과 멸망
402년 5월, 탁발규는 시벽에서 후진의 수만 대군을 물리쳐 시국을 안정시켰다. 탁발규는 중원의 황제처럼 자신의 아들에게 제위를 상속시키려 했다. 탁발규의 동생 탁발의는 용감하여 많은 사람의 존경을 받았기 때문에 탁발규는 항상 그가 마음에 걸렸다. 손자 탁발도가 태어났을 때, 탁발규는 탁발의를 불러 그를 시험했고, 탁발의는 제위를 양보했다. 탁발규는 이외에도 항상 불안했다. 그래서 의심이 가는 사람들을 죽여 자손들이 순조롭게 즉위하는 데의 걸림돌을 제거하려고 했다. 그는 예전에 굴돌과 내왕했던 고읍공 막제를 죽였고, 다른 대신들도 의심이 가면 죽였다. 주위에 도사린 죽음의 위협을 느낀 조정 관리와 백성들은 불똥이 언제 튈지 몰라 공포의 날을 보냈고, 관리는 일을 하기는커녕 제 몸 사리기에 급급하니, 법 기강이 문란해졌다.
탁발규는 그의 아들 탁발소(拓跋昭)의 손에 살해당했다. 북위의 2대 황제 자리는 그의 장남인 탁발사(拓跋嗣)에게 돌아갔는데, 그가 바로 명원제이다.

## 가계
- 황후 : 도무황후 모용씨(道武皇后 慕容氏)
- (추존)황후: 선목황후 유씨(宣穆皇后 劉氏)
  - 제1황자 : 황태자 탁발사(皇太子 拓跋嗣) - (명원제)
  - 제1황녀 : 화음공주(華陰公主)
- 후궁 : 하씨 부인(賀氏 夫人)
  - 제2황자 : 청하왕 탁발소(淸河王 拓跋紹)
- 후궁 : 왕씨 부인(王氏 夫人,대왕 부인)
  - 제3황자 : 양평왕 탁발희(陽平王 拓跋熙)
- 후궁 : 왕씨 부인(王氏 夫人)
  - 제4황자 : 하남왕 탁발요(河南王 拓跋曜)
- 후궁 : 단씨 부인(段氏 夫人)
  - 제7황자 : 광평왕 탁발연(廣平王 拓跋連)
  - 제8황자 : 경조왕 탁발여(京兆王 拓跋黎)

## 기년
| 도무제      | 원년                 | 2년        | 3년                 | 4년        | 5년        | 6년        | 7년        | 8년        | 9년                 | 10년       |
| ----------- | -------------------- | ---------- | ------------------- | ---------- | ---------- | ---------- | ---------- | ---------- | ------------------- | ---------- |
| 서력 (西曆) | 386년                | 387년      | 388년               | 389년      | 390년      | 391년      | 392년      | 393년      | 394년               | 395년      |
| 간지 (干支) | 병술(丙戌)           | 정해(丁亥) | 무자(戊子)          | 기축(己丑) | 경인(庚寅) | 신묘(辛卯) | 임진(壬辰) | 계사(癸巳) | 갑오(甲午)          | 을미(乙未) |
| 연호 (年號) | 등국(登國) 원년      | 2년        | 3년                 | 4년        | 5년        | 6년        | 7년        | 8년        | 9년                 | 10년       |
| 도무제      | 11년                 | 12년       | 13년                | 14년       | 15년       | 16년       | 17년       | 18년       | 19년                | 20년       |
| 서력 (西曆) | 396년                | 397년      | 398년               | 399년      | 400년      | 401년      | 402년      | 403년      | 404년               | 405년      |
| 간지 (干支) | 병신(丙申)           | 정유(丁酉) | 무술(戊戌)          | 기해(己亥) | 경자(庚子) | 신축(辛丑) | 임인(壬寅) | 계묘(癸卯) | 갑진(甲辰)          | 을사(乙巳) |
| 연호 (年號) | 11년 황시(皇始) 원년 | 2년        | 3년 천흥(天興) 원년 | 2년        | 3년        | 4년        | 5년        | 6년        | 7년 천사(天賜) 원년 | 2년        |
| 도무제      | 21년                 | 22년       | 23년                | 24년       |            |            |            |            |                     |            |
| 서력 (西曆) | 406년                | 407년      | 408년               | 409년      |            |            |            |            |                     |            |
| 간지 (干支) | 병오(丙午)           | 정미(丁未) | 무신(戊申)          | 기유(己酉) |            |            |            |            |                     |            |
| 연호 (年號) | 3년                  | 4년        | 5년                 | 6년        |            |            |            |            |                     |            |